# جایزه بزرگ بریتانیا ۲۰۱۵
جایزه بزرگ بریتانیا ۲۰۱۵ (انگلیسی: ‎2015 British Grand Prix‎) یک مسابقهٔ موتوری در رشتهٔ اتومبیل‌رانی فرمول یک بود که در تاریخ ۵ ژوئیهٔ ۲۰۱۵ در پیست سیلورستون واقع در سیلورستون، بریتانیا برگزار شد. این گراند پری در میان ۱۹ گراند پری در فصل ۲۰۱۵، مسابقهٔ شمارهٔ ۹ بود.
در این مسابقه که در ۵۲ دور و به مسافت ۳۰۶٫۱۹۸ کیلومتر (۱۹۰٫۲۶۳ مایل) برگزار شد، پول پوزیشن توسط لوئیز همیلتون کسب شد و سریع‌ترین زمان برای طی یک دور پیست که برابر با ۱:۳۷٫۰۹۳ بود نیز توسط لوئیز همیلتون به ثبت رسید.
لوئیز همیلتون از تیم مرسدس، نیکو رزبرگ از تیم مرسدس و سباستیان فتل از تیم فراری به‌ترتیب مقام‌های اول تا سوم مسابقه را کسب کردند.

## رده‌بندی قهرمانی پس از مسابقه
|       | جایگاه | راننده        | امتیاز |
| ----- | ------ | ------------- | ------ |
|       | ۱      | لوئیز همیلتون | ۱۹۴    |
|       | ۲      | نیکو رزبرگ    | ۱۷۷    |
|       | ۳      | سباستیان فتل  | ۱۳۵    |
| ۱     | ۴      | والتری بوتاس  | ۷۷     |
| ۱     | ۵      | کیمی رایکونن  | ۷۶     |
| منبع: |        |               |        |

|       | جایگاه | سازنده            | امتیاز |
| ----- | ------ | ----------------- | ------ |
|       | ۱      | مرسدس             | ۳۷۱    |
|       | ۲      | فراری             | ۲۱۱    |
|       | ۳      | ویلیامز-مرسدس     | ۱۵۱    |
|       | ۴      | رد بول ریسینگ-رنو | ۶۳     |
|       | ۵      | فورس ایندیا-مرسدس | ۳۹     |
| منبع: |        |                   |        |

یادداشت
- تنها پنج جایگاه نخست از هر رده‌بندی نمایش داده شده‌است.